# Mavericks de Portland
Les Mavericks de Portland est le nom d'une équipe de baseball dans le nord-ouest des États-Unis, basée à Keizer, en Oregon. Elle était active de 1973 à 1977, et de nouveau depuis 2021.

## Période 1973-1977
Les Mavericks ont commencé à jouer dans la Classe A de courte saison de la Ligue du Nord-Ouest en 1973, après le départ des Castors de Portland de la Ligue de la côte du Pacifique (PCL) après la saison 1972 pour devenir les Indiens Spokane. Les Mavericks ont fonctionné comme club indépendant à Portland pendant cinq saisons, jusqu'au retour de la PCL en 1978, et ont joué à domicile sur gazon artificiel au Stade Civic à Portland.
Les Mavericks appartenaient à l'ancien joueur de la ligue mineure et acteur de télévision Bing Russell, et étaient au départ le seul club indépendant de la ligue. En tant que propriétaire, Russell a gardé les sponsors à l'extérieur du club. Il a embauché en 1974 Lanny Moss, la première femme directrice générale d'un club de baseball professionnel masculin, ainsi que le premier directeur général asio-américain[réf. nécessaire]. La devise de Russell dans la vie était un mot à trois lettres : "fun".

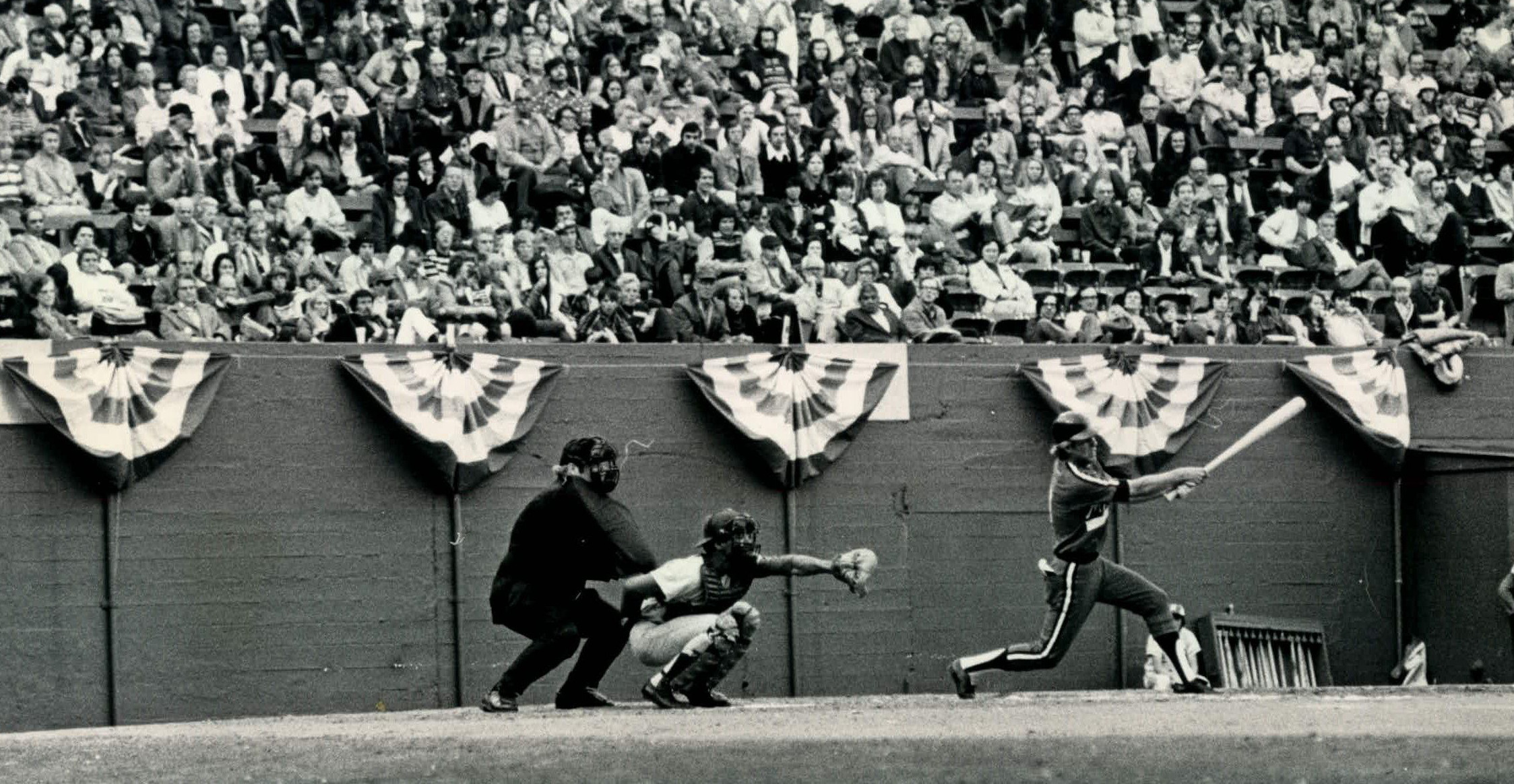
Le match d'ouverture à domicile des Portland Mavericks en 1973 au Stade Civic

Les anciens grands joueurs de la ligue et ceux qui n'ont jamais pu s'arrêter de jouer ont afflué aux essais de juin de l'équipe, qui étaient toujours ouverts à tous ceux qui se présentaient au match. La plupart des joueurs Mavericks étaient plus âgés que leurs adversaires et avaient été libérés par d'autres organisations, pas seulement pour des raisons de baseball.  Pour cette raison, Russell a gardé une liste de 30 joueurs, certains méritant selon lui de jouer au moins une dernière saison.
Parmi les différents membres qui composaient l'alignement des Mavericks se trouvait l'ancien lanceur de la ligue majeure Jim Bouton, qui a fait son retour avec les Mavericks en 1975 après s'être retiré du baseball depuis sa retraite en 1970,.
Le fils de Bing Russell, l'acteur Kurt Russell, a joué pour le club pendant un mois lors de sa saison inaugurale en 1973. Le lien hollywoodien des Mavericks de première année ne se limitait pas aux Russells ; le gérant Hank Robinson (1923-2012) était un acteur de genre, et les joueurs Robbie Robinson, Jason Tatar et Ken Medlock ont eu une longue carrière d'acteur.  L'histoire la plus aboutie d'un membre de l'équipe à Hollywood est sans doute celle du batboy Todd Field, qui a longtemps été acteur avant de devenir trois fois auteur et réalisateur nommé aux Oscars.
Lors de la dernière saison en 1977, Rob Nelson, un des lanceurs de l'équipe, imagine le Big League Chew, une gomme à mâcher afin de remplacer le tabac à mâcher habituellement consommé par les joueurs.

## Retour en 2021
En 2020, dans le cadre du remaniement de la Ligue mineure de baseball, les Giants de San Francisco mettent fin à leur affiliation de 23 ans avec les Volcanoes de Salem-Keizer. Les Volcanoes achètent alors les droits aux Mavericks et font renaitre l'équipe pour créer la Ligue indépendant de baseball de Mavericks, une ligue à quatre équipes jouant ses matchs au Volcanoes Stadium de Keizer en Oregon. Le premier match des Mavericks dans la saison inaugurale de la nouvelle ligue a eu lieu en mai 2021.